# Lubricogobius exiguus
Lubricogobius exiguus es una especie de peces de la familia de los Gobiidae en el orden de los Perciformes.

## Morfología
Los machos pueden llegar a alcanzar los 4 cm de longitud total.

## Hábitat
Es un pez de Mar y, de clima subtropical y demersal que vive entre 5-100 m de profundidad. 

## Distribución geográfica
Se encuentra en el Pacífico occidental: el Japón Taiwán y Nueva Caledonia. 

## Observaciones
Es inofensivo para los humanos. 